# Wimbledon 2014 – mužská čtyřhra legend
Mužská čtyřhra legend na londýnském grandslamu ve Wimbledon 2014 byla hrána v rámci dvou čtyřčlenných skupin. V základní skupině se páry utkaly systémem „každý s každým“. Vítězná dvojice z každé skupiny postoupila do finále.
Obhájcem titulu byl švédsko-australský pár Thomas Enqvist a Mark Philippoussis, který soutěž opět vyhrál. Ve finále jeho členové zdolali zástupce nizozemského tenisu Jacca Eltingha s Paulem Haarhuisem. Po rovnocenném rozdělení úvodních dvou sad 3–6 a 6–3, rozhodl o vítězích až supertiebreak poměrem míčů [10–3].

## Herní plán
| Legenda                                                       |                                                                        |                                                   |
| - Q – kvalifikant - WC – divoká karta - LL – šťastný poražený | - Alt – náhradník - SE – zvláštní výjimka - PR/SR – žebříčková ochrana | - w/o – bez boje - r – skreč - d – diskvalifikace |

### Finále
| Finále |                                   |   |   |      |
|        |                                   |   |   |      |
|        |                                   |   |   |      |
| A2     | Thomas Enqvist Mark Philippoussis | 3 | 6 | [10] |
| B2     | Jacco Eltingh Paul Haarhuis       | 6 | 3 | [3]  |

### Skupina A
|    |                                               | J Björkman T Woodbridge | T Enqvist M Philippoussis        | J Gimelstob C Wilkinson M Knowles | G Ivanišević I Ljubičić          | Zápasy  | Sety    | Hry       | Pořadí |
| A1 | Jonas Björkman Todd Woodbridge                |                         | 3–6, 6–7(5–7)                    | 1–1skreč (s Knowlesem)            | 6–4, 7–6(7–4)                    | 2–1     | 3–2     | 23–24     | 2.     |
| A2 | Thomas Enqvist Mark Philippoussis             | 6–3, 7–6(7–5)           |                                  | 6–4, 3–6, [10–4] (s Wilkinsonem)  | 6–4, 6–7(6–8), [10–5]            | 3–0     | 6–2     | 36–30     | 1.     |
| A3 | Justin Gimelstob Chris Wilkinson Mark Knowles | 1–1skreč (s Knowlesem)  | 4–6, 6–3, [4–10] (s Wilkinsonem) |                                   | 6–3, 1-6, [7–10] (s Wilkinsonem) | 0–2 0–1 | 2–4 0–1 | 17–21 1–1 | 4. X   |
| A4 | Goran Ivanišević Ivan Ljubičić                | 4–6, 6–7(4–7)           | 4–6, 7–6(8–6), [5–10]            | 3–6, 6-1, [10–7] (s Wilkinsonem)  |                                  | 1–2     | 3–5     | 32–33     | 3.     |

Pořadí bylo určeno na základě následujících kritérií: 1) počet vyhraných utkání; 2) počet odehraných utkání; 3) u dvou párů se stejným počtem výher rozhodoval vzájemný zápas; 4) u tří párů se stejným počtem výher rozhodovalo: a) procento vyhraných setů, b) procento vyhraných her; 5) rozhodnutí řídící komise.

### Skupina B
|    |                               | A Costa T Johansson   | J Eltingh P Haarhuis | W Ferreira M Petchey | G Rusedski F Santoro  | Zápasy | Sety | Hry   | Pořadí |
| B1 | Albert Costa Thomas Johansson |                       | 3–6, 4–6             | 7–5, 5–7, [10–8]     | 6–4, 6–7(2–7), [7–10] | 1–2    | 3–5  | 32–36 | 3.     |
| B2 | Jacco Eltingh Paul Haarhuis   | 6–3, 6–4              |                      | 7–5, 7–5             | 6–3, 6–4              | 3–0    | 6–0  | 38–24 | 1.     |
| B3 | Wayne Ferreira Mark Petchey   | 5–7, 7–5, [8–10]      | 5–7, 5–7             |                      | 2–6, 5–7              | 0–3    | 1–6  | 29–40 | 4.     |
| B4 | Greg Rusedski Fabrice Santoro | 4–6, 7–6(7–2), [10–7] | 3–6, 4–6             | 6–2, 7–5             |                       | 2–1    | 4–3  | 32–31 | 2.     |

Pořadí bylo určeno na základě následujících kritérií: 1) počet vyhraných utkání; 2) počet odehraných utkání; 3) u dvou párů se stejným počtem výher rozhodoval vzájemný zápas; 4) u tří párů se stejným počtem výher rozhodovalo: a) procento vyhraných setů, b) procento vyhraných her; 5) rozhodnutí řídící komise.